# Левін Володимир Павлович
Ле́він Володи́мир Па́влович (азерб. Vladimir Pavloviç Levin, нар. 23 січня 1984, Архангельськ) — азербайджанський футболіст, захисник команди «Габала», а також збірної Азербайджану з футболу.

## Кар'єра
Професійну кар'єру Володимир Павлович розпочав 2001 року у складі одеського Чорноморця, згодом став капітаном команди Чорноморець-2. 26 липня 2003 року у складі команди Чорноморець-2 Володимир як капітан забив Черкасам дубль, що допомогло його команді виграти цей двобій. З 2005 року почав виступати за команду міста Баку — Інтер.

### Збірна
Згідно з рішенням АФФ Азербайджану під номером 7, 28 липня 2006 у зв'язку з набуттям громадянства Володимир Левін більше не вважається іноземним легіонером, а отже, може виступати за збірну Азербайджану. І 27 серпня 2008 року він дебютував там же як захисник під № 3 в місті Тегеран зі збірною Ірану. До того Володимир Павлович захищав молодіжну збірну Азербайджану (U-21).